# Hydraena ispirensis
Hydraena ispirensis är en skalbaggsart som beskrevs av Kasapoglu, Jäch och Skale 2010. Hydraena ispirensis ingår i släktet Hydraena och familjen vattenbrynsbaggar. Inga underarter finns listade i Catalogue of Life.